# Maria Okońska

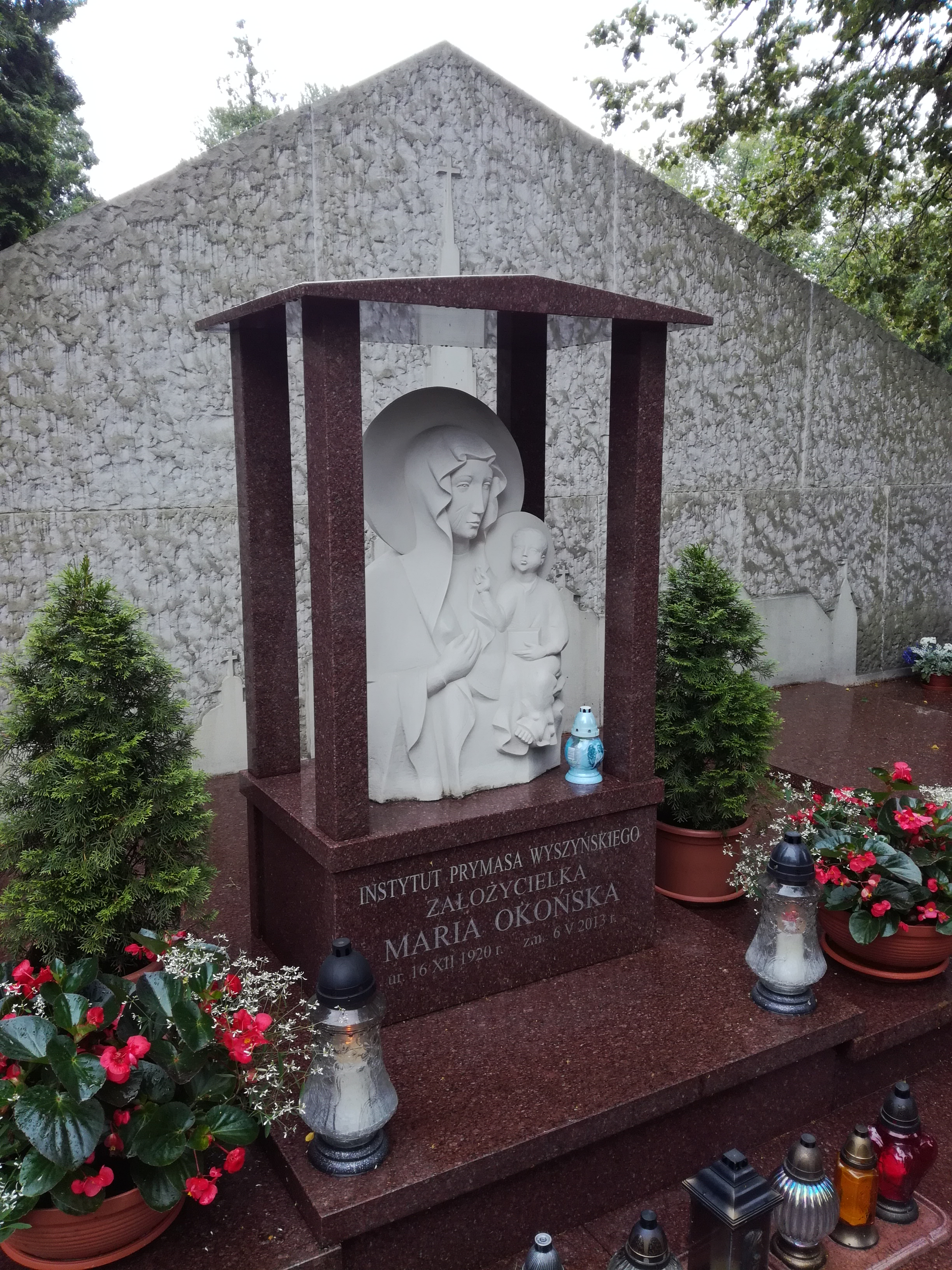
Grób Marii Okońskiej na cmentarzu Bródnowskim

Maria Okońska (ur. 16 grudnia 1920 w Warszawie, zm. 6 maja 2013 w Częstochowie) – polska polonistka, psycholog.

## Życiorys
Absolwentka tajnych kompletów Uniwersytetu Warszawskiego (polonistyka) i Uniwersytetu Ziem Zachodnich (psychologia). Uczestniczka powstania warszawskiego ps. „Emmanuela”. Założycielka Instytutu Prymasa Wyszyńskiego.
Od 1942 bliska współpracownica Stefana Wyszyńskiego. W 1948 aresztowana przez UB za działalność duszpasterską i organizowanie obozów wakacyjnych dla dziewcząt z całej Polski. Wypuszczona po 4 i 1/2 miesiąca, po interwencji biskupa lubelskiego Stefana Wyszyńskiego. Wraz z Marią Wantowską i Janiną Michalską odwiedzała uwięzionego Prymasa Polski w Komańczy – ostatnim miejscu jego odosobnienia. Jedyny świadek składania przez Stefana kardynała Wyszyńskiego Jasnogórskich Ślubów Narodu. Wymieniona imiennie w testamencie warszawskim Prymasa Tysiąclecia.
W 2005 członek Honorowego Komitetu Poparcia Lecha Kaczyńskiego w wyborach prezydenckich.
Postanowieniem prezydenta Lecha Kaczyńskiego z 16 lipca 2009 została odznaczona Krzyżem Komandorskim Orderu Odrodzenia Polski za wybitne zasługi dla niepodległości Rzeczypospolitej Polskiej, za osiągnięcia w pracy zawodowej i społecznej.
Została pochowana na cmentarzu Bródnowskim (kwatera 1B-rząd 2).

## Publikacje
- Maria Okońska, Wspomnienie z Powstania Warszawskiego, Warszawa, 2004, ISBN 83-88202-25-1.
- Maria Okońska, Z misją do Komańczy, Warszawa, 2006, ISBN 83-88202-31-6.
- Maria Okońska, Przez Maryję wszystko dla Boga. Wspomnienia 1920-1948, Warszawa, 2008, ISBN 83-88202-40-7.